# Emmy Achté

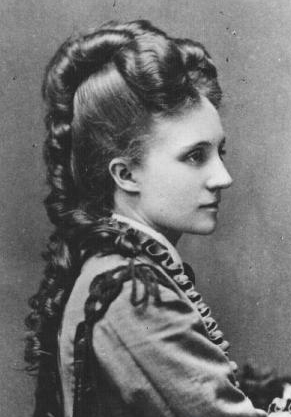
Emmy Achté, 1875

Emmy Charlotta Metrusdotter Achté (auch: Ackté und Strömer-Achté; * 14. November 1850 als Emmy Strömer in Oulu; † 2. Dezember 1924 in Helsinki) war eine finnische Opernsängerin (Mezzosopran) und Musikpädagogin. Ihr Ehemann war Lorenz Nikolai Achté.

## Leben

### Familie und erste Ausbildung, 1850 bis 1872
Emmy Strömers Eltern waren Metrus Mårtensson Strömer und seine Frau Emilia (Emma) Charlotta Gustafsdotter Strömer. Sofia Elisabet Metrusdotter Strömer, ihre jüngere Schwester war auch Sängerin. Emmy Charlotta erhielt, nachdem sie die schwedische Mädchenschule von Elisabeth Blomqvist (1827–1901) in Helsinki absolviert hatte, eine Gesangsausbildung bei Emilie Mechelin (1838–1917). Danach gab der von ihrer Mezzosopranstimme begeisterte Kunstmäzen M. Nylander ihr die Möglichkeit, ihre Gesangsausbildung im Ausland fortzusetzen. Sie ging im Oktober 1869 nach Paris und hatte zunächst Unterricht bei Jean Jacques Masset (1811–1903), der später auch ihre Tochter Aino Ackté unterrichtete. Während des Deutsch-Französischen Krieges verließ sie Paris und ging nach Stockholm. Hier studierte sie bei Fredrika Andrea Stenhammar (1838–1880). Im Herbst 1871 ging sie wieder nach Paris zurück und wurde am Pariser Konservatorium aufgenommen – auf zehn ausgeschriebene Plätze kamen 130 Bewerber.

### Rückkehr nach Finnland und Konzerttätigkeit,  Zweite Jahreshälfte 1872
Im August 1872 kehrte sie nach Oulu zurück.  Am 11. August veranstaltete sie im dortigen Societetshus vor 400 Zuhörern ein Konzert, bei dem auch ihre Schwester mitwirkte. In Oulu gab sie am 5. September ein weiteres Konzert. In den nächsten Monaten begab sich auf eine Konzerttournee in mehrere finnische Städte, um sich einen weiteren Auslandsstudienaufenthalt finanzieren zu können. So sang sie am 9. September in Raahe. am 15. in Vaasa, danach mehrere Konzerte in Helsinki, am 20. Oktober in Fredrikshamn, am 28. in Villmanstrand und in Wyborg. Ihr Repertoire bestand aus Una voce poco fa aus Il Barbiere di Siviglia,  Arien von Donizetti, Gounod, Meyerbeer und Francois Auber, sowie schwedischen und finnischen Volksweisen wie Voi äiti parka ja raukka. Am 16. Dezember wirkte sie bei der zweiten Sinfonie-Soiree unter Leitung von Kapellmeister Nathan B. Emanuel in Helsinki mit, bei der sie dessen Komposition Finske Toner aufführte.

### Konzerttätigkeit und Finnische Oper bis zur Heirat mit Lorenz Nikolai Achté, 1873 bis 1875
Im Januar 1873 ging sie wieder nach Paris. In der zweiten Jahreshälfte reiste sie durch Norwegen und Schweden, wo sie in mehreren erfolgreichen Konzerten unter anderem in Göteborg auftrat. Am 16. September konzertierte sie wieder in Helsinki. Als Kaarlo Bergbom (1843–1906) die finnische Oper in Helsinki eröffnete, war sie als Sopranistin ab Oktober 1873 ebenso wie ihre Schwester als Altistin und ihr zukünftiger Mann Lorenz Nikolai Achté als Bariton Mitglied des Ensembles. Die ersten Operninszenierungen waren Ende 1873 Il trovatore  und Luci di Lammermoor. Emmy Strömer sang die Leonora und die Lucia  mit sehr guten Kritiken.  Lucia hatte sie schon während ihres Studiums bei Masset in Paris einstudiert. Zunächst waren es Aufführungen in Helsinki, dann reiste man mit der Inszenierung durch verschiedene finnische Städte wie Turku im Februar und Wyborg im März. Strömer entwickelte sich immer mehr zum Star des Ensembles. Am 21. März 1874 sang sie bei der fünften Sinfonie-Soiree in Helsinki unter Emanuel die Kavatine aus Oberon. Am 30. März wirkte sie bei einer Aufführung des Messias mit dem.Theaterorchester mit.   Am 9. Mai wurde unter ihrer Beteiligung gemeinsam mit ihrer Schwester von Nathan Emanuel der Psalm XIII von Woldemar Bargiel aufgeführt. Ende Mai sang sie im nächsten Opernprojekt, Fra Diavolo, die Zerline. Nach einem Aufenthalt in Stockholm und mehreren Konzerten in Finnland im September startete die nächste Opernsaison mit Il trovatore. Nach der wiederum erfolgreichen elften Aufführung von Il trovatore erhielt sie im Oktober von mehreren Verehrern ein Klavier zum Geschenk und gab die Verlobung mit Lorenz Nikolai Achté bekannt. Il barbiere di Siviglia mit Emmy Strömer als Rosina war die erste neue Produktion, die im November auf die Bühne kam. Im Dezember folgte Norma mit Strömer in der Titelrolle. Gastspiele gab es in Turku und Hämeenlinna. Weitere Opern die 1875 auf dem Programm standen waren Frau Diavolo und die Neuinszenierung von Lucrezia Borgia. Auch hier sang Emmy Strömer die Titelrolle. Ein Beispiel für ihre Tätigkeit als Konzertsängerin ist ihre Mitwirkung am 3. April 1875 bei einer Aufführung der Matthäus-Passion in Helsinki. Im weiteren Verlauf der Saison von April bis Juni wurde sie bei ihren Auftritten als Norma, Lucia, Lucrezia und Zerlina von Publikum und Presse gefeiert. Am 30. Juni 1875 heiratete Emmy Strömer in Helsinki Lorenz Nikolai Achté.

### Opern- und Konzerttätigkeit als Emmy Achté, ab Juli 1875
Nach der Hochzeit August 1875 gab sie, jetzt als Emmy Achté (f. Strömer) angekündigt, in Lappeenranta zwei Konzerte. Weitere Kirchenkonzerte folgten, bevor sie mit ihrem Mann auf eine Hochzeitsreise nach Paris und Berlin ging. Während der folgenden Schwangerschaft zog sie sich von der Opernbühne zurück und gebar am 23. Juli 1876 ihre Tochter Aino Achté. Wenige Wochen nach der Geburt begann sie wieder mit ihrer Konzerttätigkeit, so sang sie am 21. September 1876 bei einem Konzert des Theaterorchesters unter Emanuel im Festsaal der Universität eine Arie aus Alceste. In der neuen Opernsaison stand am 25. Oktober Fidelio mit Emmy Achté als Leonora auf dem Programm. Im Februar 1877 wurde beschlossen ein von Fredrik Ahlstedt erstelltes Porträt im Arkadia Theater, der momentanen Spielstätte der Finnischen Oper, zu präsentieren. Am 17. Februar folgte ein weiteres Konzert im Festsaal der Universität. Dieses Mal wirkte sie bei Auszügen aus Opern Richard Wagners mit – ein Duett aus Lohengrin sowie Quintett, Preislied und Finale aus Die Meistersinger von Nürnberg. Sie veranstaltete gemeinsam mit ihrem Mann im März ein Konzert, in welchen sie bekannte Opernduette aufführten. Im Januar 1878 sang sie Pamina in der Zauberflöte. Auch als Norma stand sie wieder auf der Bühne. Eine weitere Rolle übernahm sie als Rachel in La Juive. Im Februar unterzeichnete sie einen Vertrag als Sängerin an der Ungarischen Nationaloper in Budapest. Im Dezember 1878 sang sie Lucrezia Borgia.
Sie war eine hervorragende Schauspielerin und zeigte sich in ernsten, dramatischen Rollen von ihrer besten Seite. Besonders erfolgreich war sie als Pamina in der Zauberflöte, Azucena in Il trovatore und Valentine in Les Huguenots. 1878 war sie Gaststar an der Oper Göteborg. Sie gab viele Konzerte in Finnland, Stockholm, Kristiania und Deutschland und machte Studienreisen nach Paris, Leipzig und Berlin. In Dresden nahm sie zu 1880 und 1881 bei Giovanni Battista Lamperti und Eugen Hildach (1849–1924) Gesangsunterricht. Sie war 1892 die Solistin bei der Uraufführung der Kullervo-Sinfonie von Jean Sibelius. Im selben Jahr leitete sie ein eigenes Opernexperiment in Finnland, die Kotimainen Ooppera [Inländische, Einheimische Oper]. Sie sang dabei alle führenden Frauenrollen. Am 7. November 1896 sang sie bei einer weiteren Uraufführung eines Werks von Jean Sibelius: die Chatelaine in der Oper Jungfrun i Tornet [Die Jungfrau im Turm]. Ab 1874 gab sie privaten Gesangsunterricht. Vierzig Jahre lang war sie Lehrerin an der von ihrem Mann gegründeten Kantoren- und Organistenschule in Helsinki, die sie selbst nach dessen Tod von 1900 bis 1922 leitete. Die Sängerinnen Irma Tervani (1887–1936) und Aino Ackté waren ihre gemeinsamen Kinder.